# Morgny-la-Pommeraye
Morgny-la-Pommeraye è un comune francese di 992 abitanti situato nel dipartimento della Senna Marittima nella regione della Normandia.

## Società

### Evoluzione demografica
Abitanti censiti